# Grandcourt, Seine-Maritime
Grandcourt är en kommun i departementet Seine-Maritime i regionen Normandie i norra Frankrike. Kommunen ligger i kantonen Londinières som tillhör arrondissementet Dieppe. År 2022 hade Grandcourt 295 invånare.

## Befolkningsutveckling
Antalet invånare i kommunen Grandcourt
| Referens: INSEE |